# Ilja Matouš
Ilja Matouš (* 17. April 1931 in Horní Branná; † 24. April 2018) war ein  tschechoslowakischer Skilangläufer.
Matouš lief seine ersten internationalen Rennen bei den Nordischen Skiweltmeisterschaften 1954 in Falun. Dort belegte er den 32. Platz über 15 km und den siebten Rang mit der Staffel. Bei den Olympischen Winterspielen 1956 in Cortina d’Ampezzo errang er den 13. Platz über 15 km, den zehnten Platz über 30 km und den achten Platz mit der Staffel. Zwei Jahre später kam er bei den Nordischen Skiweltmeisterschaften in Lahti auf den 54. Platz über 30 km, auf den 44. Rang über 15 km und auf den 11. Platz mit der Staffel. Bei tschechoslowakischen Meisterschaften siegte er sechsmal mit der Staffel. Nach seiner Skilanglaufkarriere trainierte er die tschechoslowakische Frauenmannschaft im Skilanglauf.